# Gipi
Gipi, pseudonimo di Gianni Pacinotti (Pisa, 12 dicembre 1963), è un fumettista, illustratore e regista italiano.

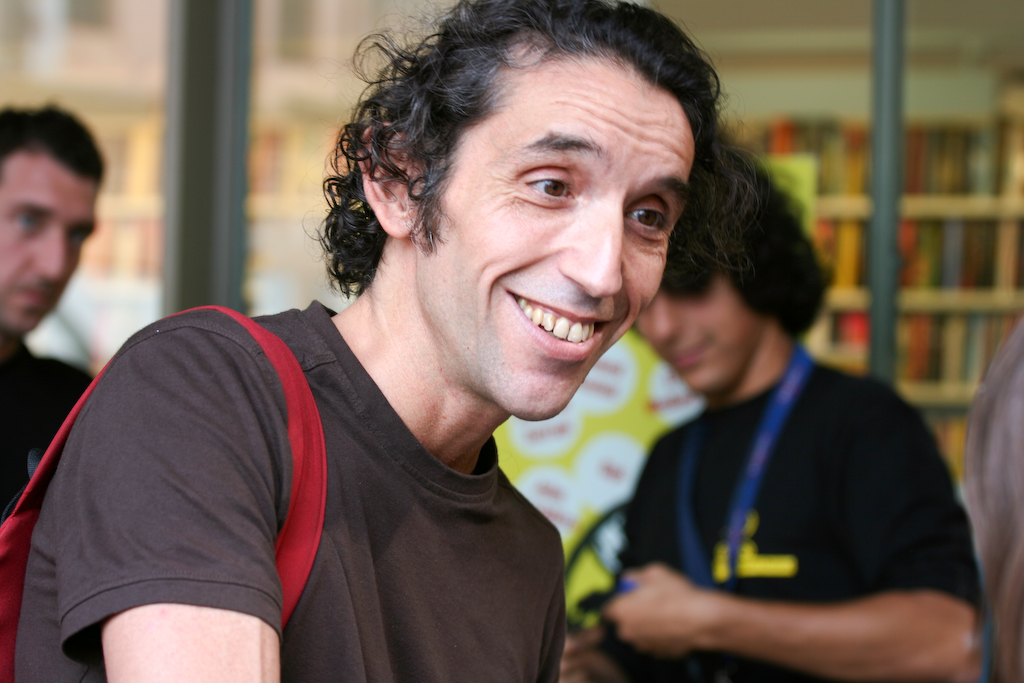
Gipi a Internazionale a Ferrara (2007).

Per la sua attività come autore di fumetti ha avuto riconoscimenti internazionali come il Premio René Goscinny e quello per il miglior fumetto al Festival d'Angoulême con Appunti per una storia di guerra.

## Biografia

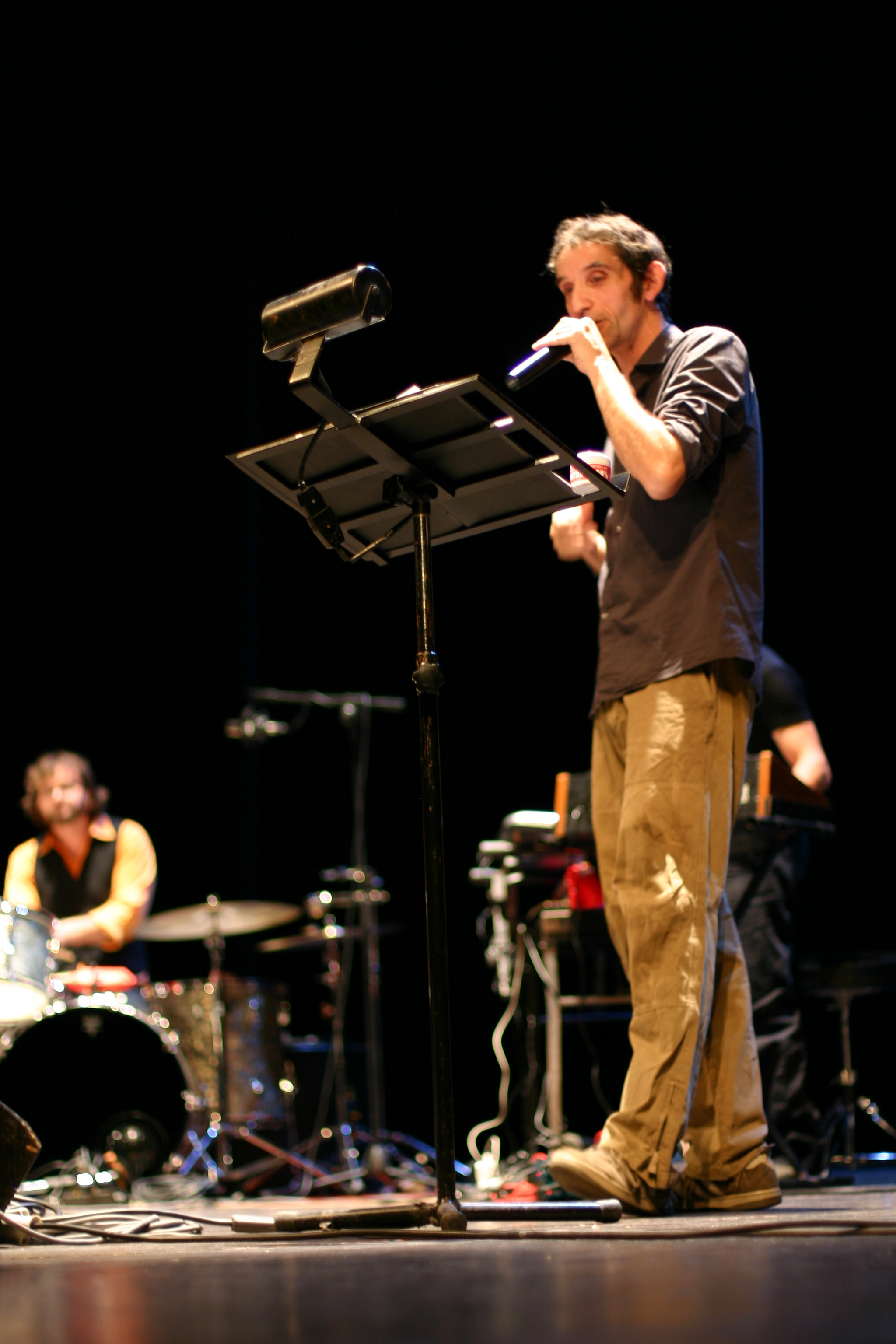
Gipi legge il suo libro La mia vita disegnata male al Festival Internazionale a Ferrara nel 2009.

Gipi punta su una ricerca pittorica, esprimendosi con fumetti ad olio e poi ad acquerello; come fumettista, si caratterizza per la sintesi tra l'avventura ed il realismo sia di cronaca che di vissuto personale. Autore di poche pubblicazioni, si afferma in pochi anni, vincendo numerosi premi, tra cui, nel 2006, il Premio Goscinny e il prestigioso Premio al Miglior Album al Festival international de la bande dessinée d'Angoulême, assegnato in precedenza solo a due italiani, Hugo Pratt e Vittorio Giardino. I fumetti di Gipi sono pubblicati in Italia da Coconino Press, e sono tradotti in molti paesi, tra cui Francia, Spagna, Germania, Stati Uniti e Turchia.
Nel 2007, per Artissima Fumetto, si è tenuta la mostra antologica "GIPI. Appunti per una storia" a cura di Daniele Ratti e Sergio Pignatone presso il Palazzo Birago di Borgaro.
Gipi continua inoltre la sua collaborazione con il quotidiano la Repubblica, per il quale illustra racconti e articoli, e con il settimanale Internazionale. Sue sono le illustrazioni del libro di Alessandro Baricco I barbari, pubblicato a puntate su la Repubblica e poi edito in volume. Ha disegnato la copertina del primo disco di Le luci della centrale elettrica, intitolato Canzoni da spiaggia deturpata, pubblicato nel 2008. Nello stesso anno viene pubblicato uno dei suoi lavori di maggior successo, l'autobiografico LMVDM - La mia vita disegnata male.
Nel 2011 esordisce dietro la macchina da presa con il film L'ultimo terrestre prodotto da Fandango in concorso alla 68ª Mostra Internazionale del Cinema di Venezia, firmandosi col suo "nome (quasi) vero" all'anagrafe Gian Alfonso Pacinotti. Nel 2012 viene presentato al Torino Film Festival il suo mediometraggio Smettere di fumare fumando. Prosegue anche il lavoro come illustratore: nel 2013 realizza il manifesto ufficiale della 31ª edizione del Torino Film Festival, nel 2016 le copertine di alcuni romanzi degli Oscar Junior di Mondadori, nel 2017 il manifesto del 30º Salone del Libro di Torino.
Nel 2014 il suo fumetto Unastoria, edito da Coconino Press-Fandango, entra nei dodici finalisti del Premio Strega ed è il primo romanzo a fumetti a ricevere la candidatura nella storia del premio letterario, anche se in questo caso il linguaggio è affine a quello poetico. La candidatura ha suscitato un certo dibattito sullo status del fumetto come opera letteraria. Lo stesso dibattito si è riacceso, seppure in tono minore, l'anno successivo, quando a essere candidato per lo stesso premio è stato il romanzo a fumetti di Zerocalcare Dimentica il mio nome. Gipi vince, inoltre, il Premio Speciale "40 anni di Mondello" per la XL edizione del Premio Letterario Internazionale Mondello.
Nel 2015 pubblica il gioco di carte Bruti, da lui ideato e disegnato. Il gioco è edito da Rulez, la sua casa editrice, ed è stato realizzato grazie a una campagna di crowdfunding. Nello stesso anno gli viene dedicata una mostra dal Museo Emanuele Luzzati di Genova. Nel 2016 pubblica il romanzo a fumetti La terra dei figli, disegnato completamente in bianco e nero e ambientato in un futuro distopico e desolato.
Nel 2018 scrive e dirige il suo secondo lungometraggio, Il ragazzo più felice del mondo, prodotto da Fandango e presentato alla 75ª Mostra internazionale d'arte cinematografica di Venezia, nella categoria "Sconfini". A cavallo fra il 2018 e il 2019 esce la sua opera omnia in edicola come allegato a la Repubblica. A dicembre 2022 viene pubblicato per Rulez Barbarone sul pianeta delle scimmie erotomani, primo volume di una trilogia a sfondo fantascientifico, presentato in anteprima a Lucca Comics.
Nel 2025 pubblica per La nave di Teseo il suo primo romanzo non a fumetti, Zaky e gli altri.

## Opere

### Fumetti
- Esterno notte, Bologna, Coconino Press, 2003. ISBN 8888063773
- Appunti per una storia di guerra, Bologna, Coconino Press, 2004. ISBN 8888063986
- Questa è la stanza, Bologna, Coconino Press, 2005. ISBN 8876180397
- S., Bologna, Coconino Press, 2006. ISBN 8876180621
- LMVDM - La mia vita disegnata male, Bologna, Coconino Press, 2008. ISBN 9788876181252
- Unastoria, Bologna, Coconino Press-Fandango, 2013. ISBN 9788876182495
- La terra dei figli, Bologna, Coconino Press-Fandango, 2016. ISBN 9788876183256
- Momenti straordinari con applausi finti, Bologna, Coconino Press, 2019. ISBN 8876185232
- Barbarone sul pianeta delle scimmie erotomani, Rulez, 2022. ISBN 9788894125559
- Stacy, Bologna, Coconino Press, 2023. ISBN 9788876187049

#### Storie brevi (selezione)
- Quella sera accadde una cosa, su «Blue», nn. 63-64, 1996.
- Effetti collaterali, su «Blue», nn. 63-64, 1996.
- I ricchi, su «Blue», n. 65, 1996.
- Intervista, su «Blue», n. 66, 1996.
- Stella, su «Blue», n. 67, 1996.
- Il freddo, su «Blue», n. 69, 1996.
- La ragazza di plastica, su «Blue», n. 94, 1998.
- Appuntamento a Venezia, su «Blue», n. 95, 1999.
- L'animaletto di Walt Disney, su «Blue», n. 98, 1999.
- Donne nude tra le nuvole, su «Blue», n. 99, 1999.
- Diario di fiume, su «Blue», nn. 112-113, 2000.
- Il pugile, su «Black», n. 5, 2003.
- Gli innocenti, Bologna, Coconino Press, 2005. ISBN 8876180109
- L'uomo con la giacca rossa, su «La Domenica di Repubblica», 24 dicembre 2005.
- Hanno ritrovato la macchina, Bologna, Coconino Press, 2006. ISBN 887618029X
- Due funghi, su «Canicola», n. 3, 2006.
- L'anno nuovo, su «Internazionale», n. 674, 2006.
- Dramma marocchino, in Paroles sans papier, Parigi, Éditions Delcourt, 2007. ISBN 978-2-7560-1085-4
- Come sono diventato così?, su «Le Monde diplomatique», 2008.
- Nelle vostre mani, su «Internazionale», n. 768, 2009.
- La storia d'Italia, su «Internazionale», n. 782, 2009.
- Il cacciatore di cuori, su «Animals», n. 1, 2009.
- Il genio, su «Animals», n. 2, 2009.
- Io, te, il demonio e la magia nera, su «Animals», n. 3, 2009.
- Una storia sulla merda, su «Animals», n. 4, 2009.
- Il mondo moderno, su «Animals», n. 5, 2009.
- 2012, su «Animals», n. 7, 2009.
- La battaglia delle Ardenne, in Match de Catch à Vielsalm, Bruxelles, Frémok, 2009. ISBN 978-2-350-65031-9
- Charlie Hebdo, su «Internazionale», n. 1 086, 2015.

#### Raccolte e antologie
- Diario di fiume e altre storie, Coconino Press, 2009. ISBN 978-88-7618-153-5
- Verticali, Bologna, Coconino Press, 2009. ISBN 8876181520
- Baci dalla provincia (raccoglie i due racconti Gli innocenti e Hanno ritrovato la macchina), Bologna, Coconino Press, 2011. ISBN 9788876181689
- Boschi mai visti (antologia di racconti dal 1994 al 2003, pubblicati in origine su Cuore, Boxer e Blue), Bologna, Coconino Press-Fandango, 2018. ISBN 9788876184253
- Effetti collaterali. Storie - Volume 1 (raccoglie storie brevi e tavole dal 1994 al 1998), collana Gipi n. 8, Roma, Repubblica-L'Espresso, 2018.
- Il pugile. Storie - Volume 2 (raccoglie storie brevi e tavole dal 1998 al 2005), collana Gipi n. 9, Roma, Repubblica-L'Espresso, 2018.
- Il cacciatore di cuori. Storie - Volume 3 (raccoglie storie brevi e tavole dal 2006 al 2015), collana Gipi n. 10, Roma, Repubblica-L'Espresso, 2019.
- Il mondo moderno (antologia di racconti dal 2003 al 2015, pubblicati in origine su Animals, Internazionale e Le Monde diplomatique), Bologna, Coconino Press-Fandango, 2019. ISBN 9788876184383

### Romanzi
- Zaky e gli altri, Milano, La nave di Teseo, 2025. ISBN 9788834620816

### Illustrazioni e altro
- Proserpina e Mida (testo Nathaniel Hawthorne, illustrato da Gipi, a cura di Roberto Piumini), Roma, Editori Riuniti, 2003. ISBN 8835953324
- Europa e Pandora (testo Nathaniel Hawthorne, illustrato da Gipi, a cura di Roberto Piumini), Roma, Editori Riuniti, 2003. ISBN 9788835953319
- Ricerca di base. Inediti e incompiute (raccolta di vignette, bozzetti, schizzi e tavole inedite), collana Gipi n. 11, Roma, Repubblica-L'Espresso, 2019.
- Fiducia nell'acqua. Illustrazioni e disegni (raccolta di illustrazioni e acquarelli), collana Gipi n. 12, Roma, Repubblica-L'Espresso, 2019.
- Una volta sono stato buono (raccolta di racconti e pensieri in forma scritta dal 1999 al 2015), collana Gipi n. 13, Roma, Repubblica-L'Espresso, 2019.
- Bruti (raccolta di illustrazioni e concept per l'omonimo gioco di ruolo), collana Gipi n. 14, Roma, Repubblica-L'Espresso, 2019.
- L'ultimo terrestre (raccolta di schizzi, materiale fotografico, abbozzi di sceneggiatura per l'omonimo film), collana Gipi n. 15, Roma, Repubblica-L'Espresso, 2019.
- Aldobrando, Bologna, Coconino Press, 2020, storia di Gipi, disegni di Luigi Critone. ISBN 9788876185540

## Filmografia
Regista
- L'ultimo terrestre (2011)
- Smettere di fumare fumando (2012)
- Il ragazzo più felice del mondo (2018)

Soggetto
- La terra dei figli (2021)

## Videoclip
- 2023 - Manuel Agnelli Severodonetsk

## Riconoscimenti
- 2004 – Premio Micheluzzi come "miglior disegnatore" per Esterno notte
- 2004 – Gran premio Romics per Esterno notte
- 2005 – Premio come "miglior libro di scuola italiana" per Appunti di una storia di guerra
- 2005 – Premio Micheluzzi come "miglior disegnatore" per Questa è la stanza
- 2005 – Prix Margouillat come "miglior album"
- 2005 – Premio della giuria come "autore unico" a Lucca
- 2006 – Premio Micheluzzi come "miglior disegnatore" per Questa è la stanza
- 2006 – Premio al Miglior Album al festival di Angoulême per Appunti per una storia di guerra
- 2006 – Premio Goscinny per Appunti per una storia di guerra
- 2006 – Max und Moritz come "miglior libro straniero" al Festival del fumetto di Erlangen per Gli innocenti
- 2006 – Gran Guinigi come "miglior storia breve" per Hanno ritrovato la macchina
- 2008 – "Miglior opera straniera pubblicata in Spagna nel 2007" nel Salon del Comic di Barcellona per S..
- 2012 – Primo premio "Opera prima" per L'ultimo terrestre alla 2ª edizione della rassegna Asti Film Festival
- 2014 – Premio Speciale "40 anni di Mondello" per la XL edizione del Premio Letterario Internazionale Mondello
- 2018 – Grand prix de la critique della Association des critiques et journalistes de bande dessinée (ACBD) per La terra dei figli
- 2024 – Premio Attilio Micheluzzi come miglior Fumetto per Stacy